# Klimtoren
Klimtoren is een relatief groot klimrek ontworpen door architect Aldo van Eyck. 
Aldo van Eyck was enige tijd werkzaam bij de Dienst der Publieke Werken in Amsterdam. Samen met Jacoba Mulder was hij verantwoordelijk voor de inrichting van honderden speelplaatsen in met name Amsterdam Nieuw-West, maar ook Amsterdam-Noord, wijken die destijds uit de grond werden gestampt.  Voor die speelplaatsen ontwierp een aantal speeltoestellen waarvan de iglo wellicht de bekendste is. Een van de varianten is de klimtoren. Net als de andere varianten is de klimtoren opgezet met de gedachte dat de kinderen van alles met de toestellen moesten kunnen doen. De klimtorens zijn gebouwd rond een structuur van aluminium buizen die een aantal zeshoekige elementen bevat. Deze torens die boven de rest van het toestel uitsteken bieden tevens ruimte aan de in- en uitgang. De torens hebben verschillen hoogten. Die zeshoekigheid is terug te vinden in de verbindende hekwerken, die juist (behoudens doorklimmen) geen toegang bieden tot het complexje.
De klimtoestellen werden geplaatst op speelplaatsen die centraal kwamen te liggen tussen de portiekwoningen of flatgebouwen waarbij ouders vanuit de woning of vanaf het balkon hun kroost in de gaten konden houden. De klimtoestellen zijn geheel opengewerkt. Er zouden meer dan 700 speelplaatsen zijn geweest naar model van Van Eyck en Mulder; een groot deel daarvan is later verdwenen of opnieuw ingericht, waarbij Van Eycks creaties verdwenen.
Van de klimtorens zijn er nog maar weinig over; ze nemen relatief veel ruimte in. De klimtoren was al een onderdeel van de eerste speelplaats van het duo, Aldo van Eyck aan het Bertelmanplein. 

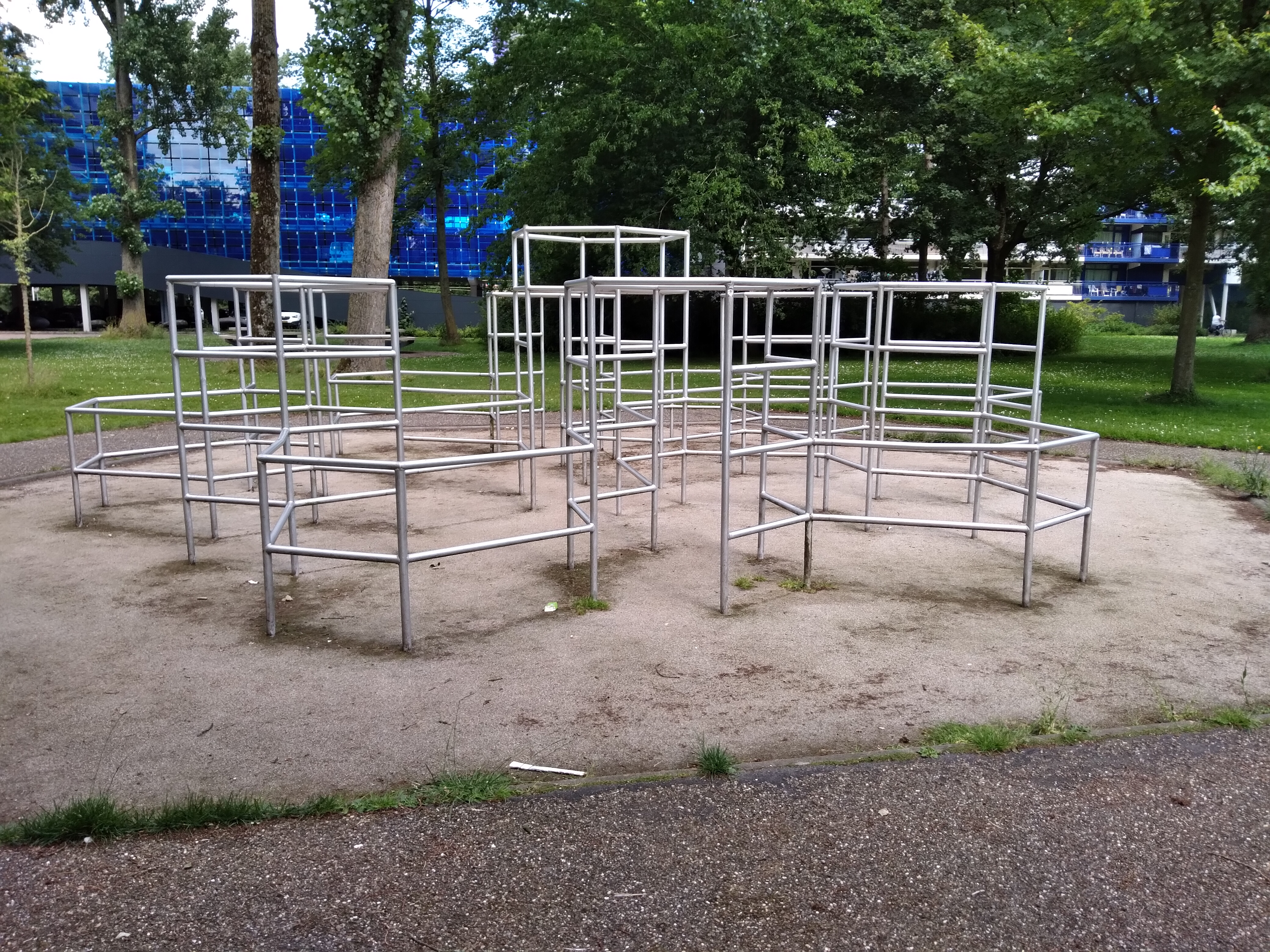
Klimtoren voor Petmolen, Amsterdam-Noord (juli 2021)